# اوناو
اوناو (به آلمانی: Unnau) یک شهر در آلمان است که در وستروالدکرایس واقع شده‌است. اوناو ۱٬۸۷۷ نفر جمعیت دارد.